# Litouws Nationaal Symfonieorkest

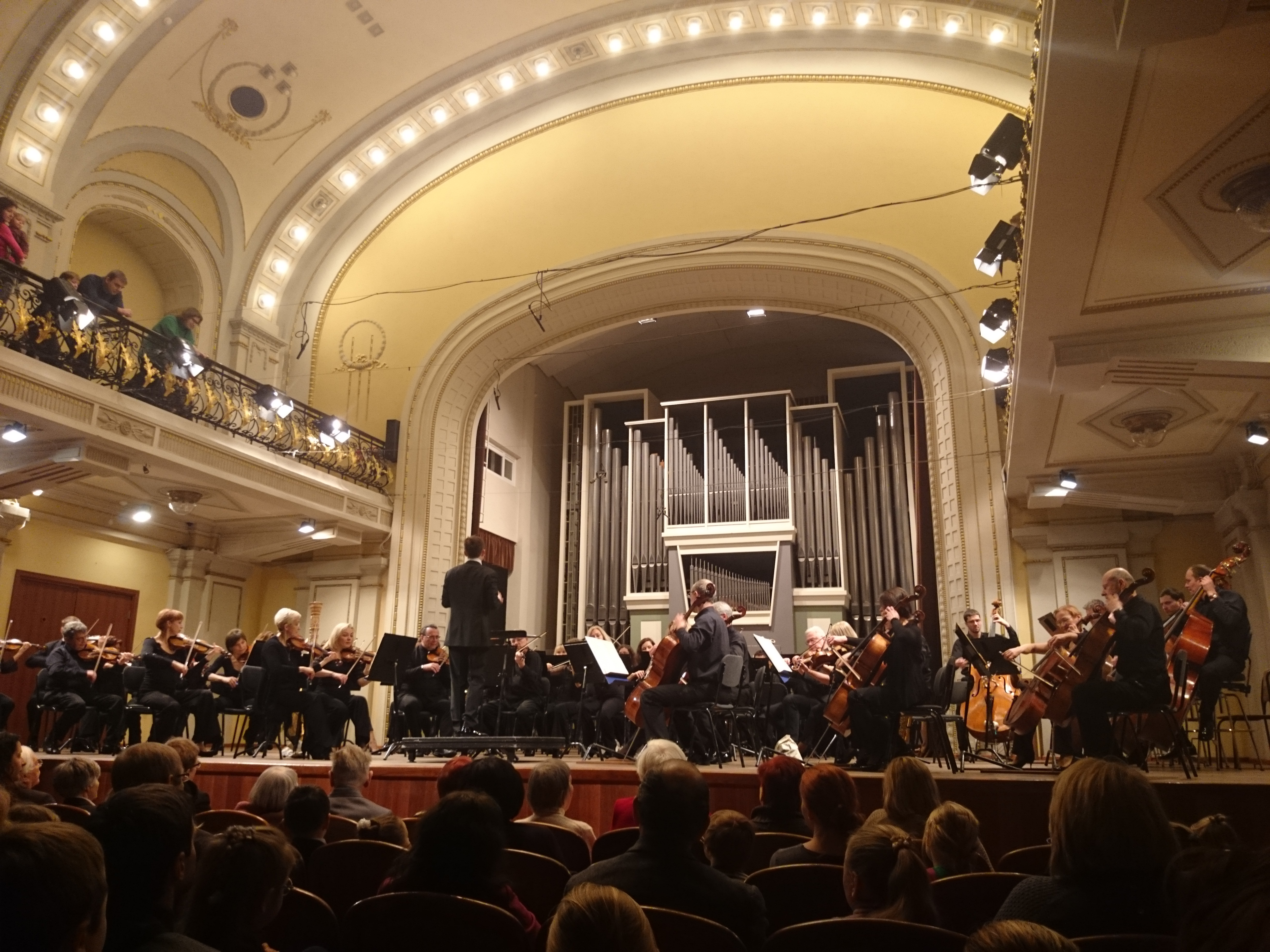
Het Litouws Nationaal Symfonieorkest in 2015

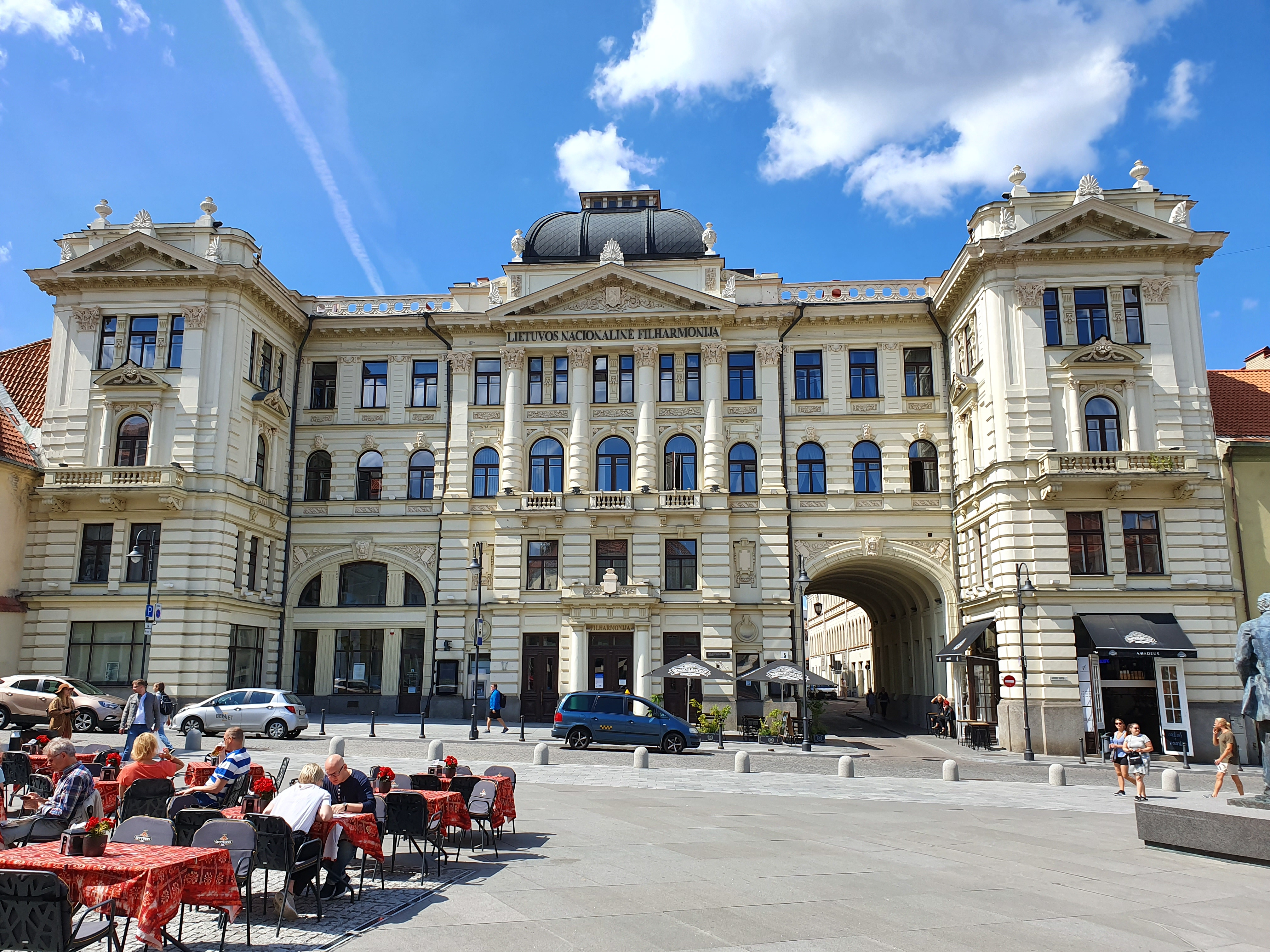
De Nationale Filharmonie

Het Litouws Nationaal Symfonieorkest (Litouws: Lietuvos nacionalinis simfoninis orkestras, LNSO) is een van de beide orkesten van de Litouwse Nationale Filharmonie (Lietuvos nacionalinė filharmonija) en het voornaamste symfonieorkest van Litouwen. 
Het orkest is opgericht in oktober 1940. Een van de oprichters was Balys Dvarionas. In de Sovjet-tijd bleef het orkest op de achtergrond en werd het vaak ingeschakeld door de staatsradio. Toen echter de zelfstandigheid van Litouwen weer in zicht kwam, bloeide het symfonieorkest op met de vertolking van diverse muziekstromingen, niet alleen klassieke muziek werd gespeeld, maar ook jazz. Speciale aandacht was er in het eerste segment voor de tijdens de Sovjet-overheersing onderdrukte eigen muziek. In 1998 kreeg het pas een nationaal culturele status binnen Litouwen.
Het LNSO heeft als thuishaven het gebouw van de Nationale Filharmonie in Vilnius, waarvan de grote zaal 678 stoelen telt. Het gebouw beschikt ook over een kleine zaal met 200 stoelen.
Het orkest had tot dusver drie artistiek leiders: 
- Balys Dvarionas – 1940-1941 en 1958-1964
- Juozas Domarkas – 1964-2015
- Modestas Pitrėnas – vanaf 2015